# 向島站

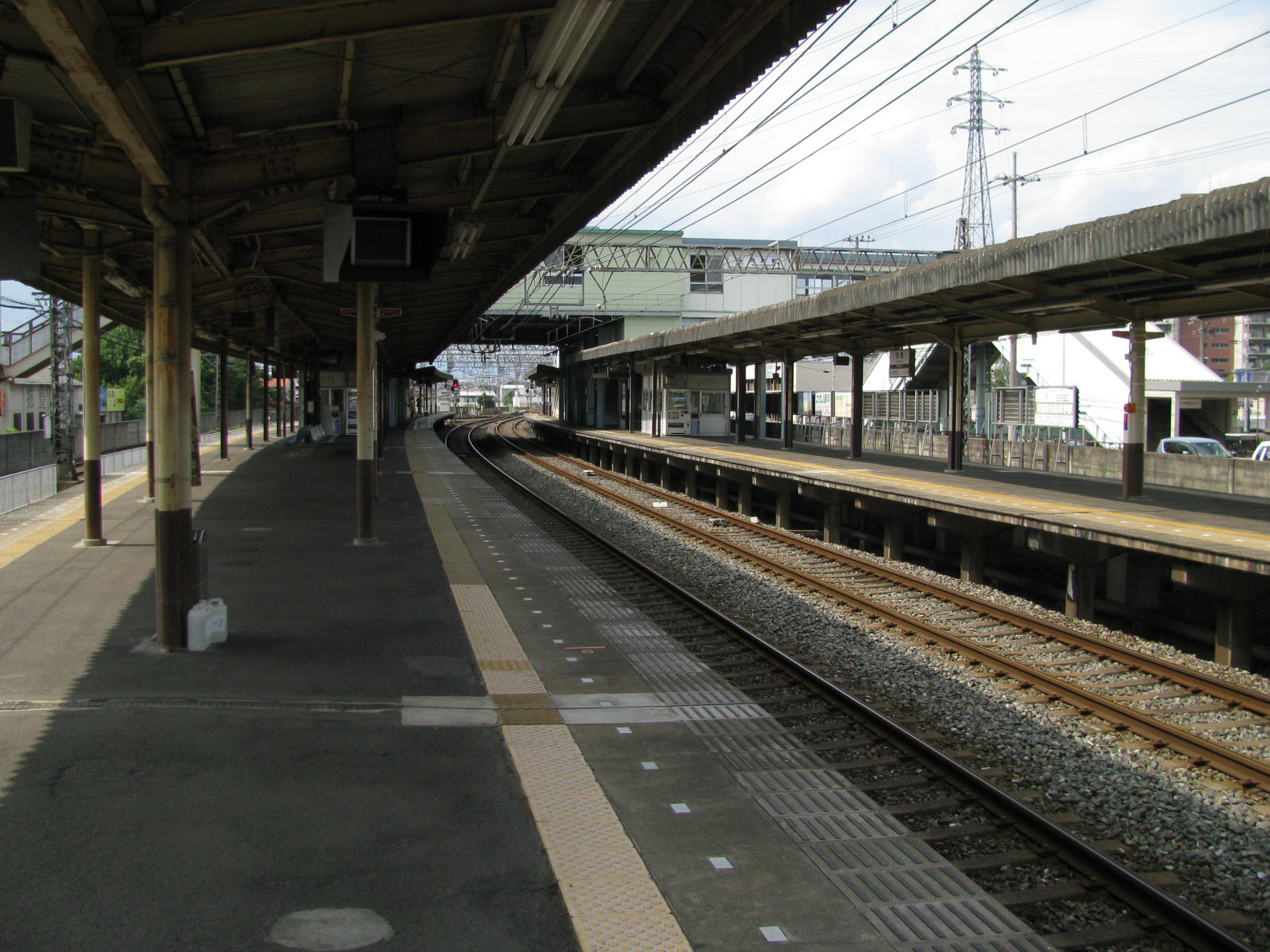
月台

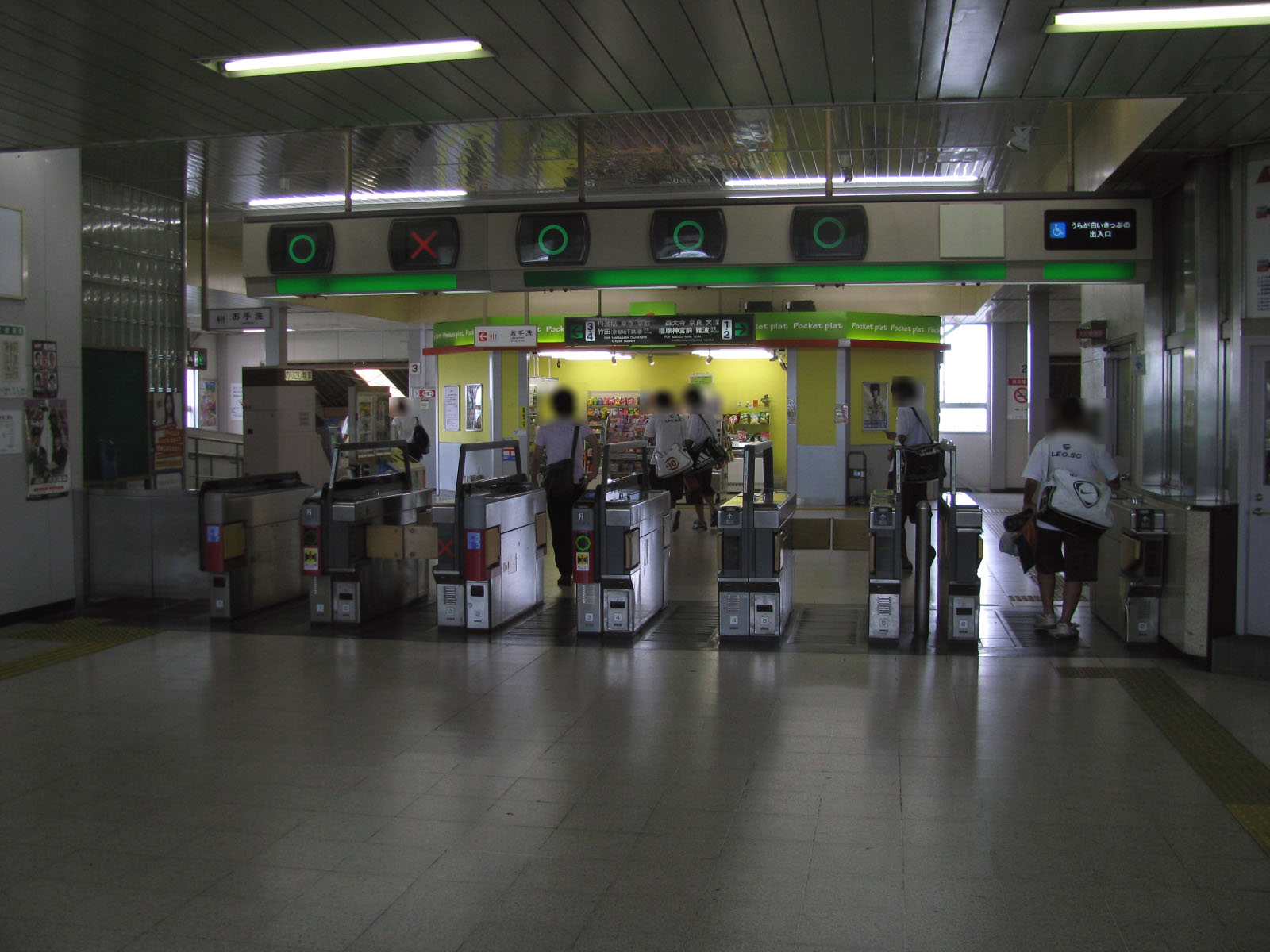
驗票口

向島站（日语：／ Mukaijima eki */?）位於日本京都府京都市伏見區向島東定請，是近畿日本鐵道（近鐵）京都線的鐵路車站。車站編號為B09。是離向島新市鎮最近的車站。
車站西側為水田，東側為團地與住宅區，東西兩側的風景差異相當大。

## 歴史
- 1979年（昭和54年）3月30日 - 京都線的桃山御陵前 - 小倉間站新設本站開業[2]。
- 1984年（昭和59年）11月28日 - 設置待避線。
- 2000年（平成12年）3月15日 - 準急列車開始停靠此站。
- 2007年（平成19年）4月1日 - 可使用「PiTaPa」乘車[3]。

## 車站構造
島式月台2面4線的地面車站（橋上車站）。列車可在此待避，月台長度可容納6節車廂。東西雙方都有出入口。
本站由大久保站管理，有站務員駐點。

### 月台配置
| 月台 | 路線   | 方向 | 目的地                                                      |
| ---- | ------ | ---- | ----------------------------------------------------------- |
| 1・2 | 京都線 | 下行 | 往 大久保、新田邊、大和西大寺、奈良、天理、橿原神宮前、吉野 |
| 3・4 | 京都線 | 上行 | 往 丹波橋、京都、京都國際會館                               |

- 内側2線（2號線與3號線）為主本線，外側2線（1號線與4號線）為待避線。

## 使用狀況
近年本站1日上下車人次調査結果如下。
- 2018年11月13日：15,839人
- 2015年11月10日：16,517人
- 2012年11月13日：16,050人
- 2010年11月9日：16,616人
- 2008年11月18日：17,503人
- 2005年11月8日：18,340人

## 車站周邊
- 種智院大学
- 京都文教大學（日语：京都文教大学）、京都文教短期大学
- 京都府立京都昴星高等学校
- 京都市立向島中学校
- 京都市立二之丸北小学校
- 京都市立向島二之丸小学校
- 向島中央公園
- 向島圖書館
- 京都府道241号向島宇治線
- 国道24号
- 巨椋池圍墾圩田

## 公車路線
| 系統 | 目的地                 | 主要行經地 | 備註             | 營運公司     |
| ---- | ---------------------- | ---------- | ---------------- | ------------ |
| 02   | 四谷池・中心前         |            | 小循環           | 近鐵巴士     |
| 03   | 中心前・四谷池         |            | 小循環           | 近鐵巴士     |
| 04   | 四谷池・清水町・丸町   |            |                  | 近鐵巴士     |
| 08   | 四谷池・清水町西・丸町 |            |                  | 近鐵巴士     |
| 09   | 四谷池・清水町・丸町   | 竹田站東口 |                  | 近鐵巴士     |
| 12   | 上島西・清水町西・丸町 |            | 循環             | 近鐵巴士     |
| 10   | 德洲會醫院             |            |                  | 京都京阪巴士 |
| 10A  | 近鐵小倉               |            | 只有平日最後一班 | 京都京阪巴士 |
| 75   | 大川原                 |            |                  | 奈良交通     |

## 相鄰車站
近畿日本鐵道
 京都線
■急行
通過（洛南高校體育祭舉辦時會臨時停車）
■準急、■普通
桃山御陵前（B08）－向島（B09）－小倉（B10）